# 時藝多媒體
時藝多媒體傳播股份有限公司（英語：Mediasphere Communications Ltd.），簡稱時藝，台灣藝文展演策畫團隊，成立於1998年5月。

## 歷史
1993年，中國時報集團開風氣之先，首度引進《莫內特展》於臺北故宮展出。
1998年5月，時藝多媒體正式成立。
2020年，脫離旺旺中時媒體集團，成為獨立公司。

## 外部連結
- 時藝多媒體 （页面存档备份，存于）
- YouTube上的時藝多媒體 MSC頻道